# Gneisenau (1938)
El Gneisenau fue un buque de guerra de la Kriegsmarine alemana en la Segunda Guerra Mundial. Descrito tanto como acorazado como crucero de batalla, fue la segunda nave de su clase, a la que también pertenecía el Scharnhorst. El buque fue construido en los astilleros Deutsche Werke de Kiel, donde fue puesto en grada el 6 de mayo de 1935 y botado el 8 de diciembre de 1936. Completado en mayo de 1938, fue armado con una batería principal de nueve cañones C/34 de 280 mm en tres torretas triples, aunque había planes para reemplazar estas armas por seis cañones SK C/34 de 380 mm en torretas dobles. Fue nombrado en honor del mariscal de campo prusiano August Neidhardt von Gneisenau.
El Gneisenau y su gemelo Scharnhorst operaron juntos durante la primera parte de la Segunda Guerra Mundial, en la que llevaron a cabo incursiones en el Atlántico para atacar buques mercantes Aliados. Ambos participaron en la Operación Weserübung, nombre de la invasión alemana de Noruega. Durante las acciones frente a las costas noruegas los dos buques germanos atacaron al crucero de batalla británico HMS Renown y hundieron el portaaviones HMS Glorious. El Gneisenau fue dañado en la acción contra el Renown y más tarde torpedeado por un submarino inglés frente a Noruega. Tras una exitosa incursión en el Atlántico en 1941, el Gneisenau y su gemelo hicieron escala en el puerto de Brest (Francia). Los dos buques fueron objeto de repetidos bombardeos aéreos de la Real Fuerza Aérea británica británica en los que el Gneisenau recibió numerosos impactos, pero fue reparado.
A principios de 1942 los dos buques de la clase Scharnhorst navegaron a la luz del día desde la Francia ocupada hasta Alemania a través del Canal de la Mancha, en lo que se denominó Operación Cerberus, y llegaron a Kiel en febrero para entrar en el dique seco. En la noche del 26 de febrero los británicos lanzaron un ataque aéreo sobre el Gneisenau, y una bomba penetró su cubierta acorazada y explotó en el almacén de municiones delantero, causando graves daños y numerosos muertos. Las reparaciones necesarias tras este ataque requerían tanto tiempo que se determinó reconstruir el buque y equiparlo con cañones de 380 mm, de acuerdo a los planes iniciales. Así, las baterías de 280 mm le fueron retiradas y colocadas como baterías costeras, una de las cuales todavía se conserva instalada en Bergen, Noruega. En 1943 Adolf Hitler ordenó el cese de los trabajos de reconversión, y el 27 de marzo de 1945 el Gneisenau fue hundido como barco de bloqueo en el puerto de Gotenhafen. Fue desguazado para chatarra en 1951.

## Construcción y configuración

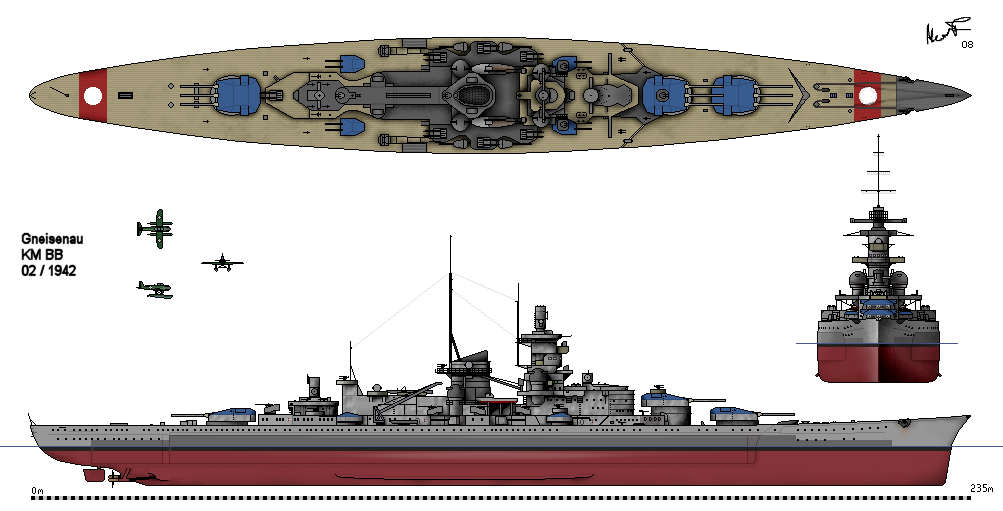
Dibujo del Gneisenau con su aspecto en febrero de 1942.

El Gneisenau fue ordenado como Ersatz Hessen para reemplazar al viejo pre-dreadnought Hessen, bajo el nombre de contrato «E». El astillero Deutsche Werke de Kiel recibió el encargo y allí fue puesta en grada su quilla el 6 de mayo de 1935. El barco fue botado el 8 de diciembre de 1936, tras lo que comenzaron sus trabajos de acondicionamiento. Fue completado en mayo de 1938 y puesto en comisión para pruebas de mar el día 21, bajo mando del capitán de navío Erich Förste. Las pruebas revelaron la peligrosa tendencia del navío a embarcar considerables cantidades de agua con la mar embravecida, que inundaba la proa y dañaba los sistemas eléctricos de las torretas delanteras. Por ello, el buque hubo de regresar al dique seco para profundas remodelaciones en su proa, entre las que se incluyó la sustitución de su roda recta original por una «proa Atlántica» redondeada. En su chimenea se instaló una tapa para mantener libre de humos su mástil principal. Las modificaciones se completaron en septiembre de 1939, cuando el acorazado estuvo plenamente operativo.
El Gneisenau desplazaba 32 100 toneladas estándar y un máximo de 38 100 t a plena carga. Su eslora era de 234,9 m, su manga de 30 m y el calado máximo de 9,9 m. Era impulsado por tres turbinas de vapor engranadas Germania que entregaban un total de 165 930 CV (123 730 kW) y lo impulsaban a una velocidad máxima de 31,3 nudos en sus pruebas de velocidad. Su tripulación estándar fueron 56 oficiales y 1613 marineros, aunque en el transcurso de la guerra su número fue incrementado hasta los 60 y los 1780, respectivamente. Sirviendo como buque insignia de su escuadrón el acorazado portó diez oficiales y 61 marineros adicionales.
Fue armado con nueve cañones L/54.5 de 280 mm dispuestos en tres torretas triples: dos hacia proa —Anton y Bruno— y una hacia popa —César—. Su batería secundaria consistió en doce cañones L/55 de 150 mm, catorce L/65 de 105 mm y dieciséis L/83 de 37 mm, e inicialmente también diez cañones antiaéreos de 20 mm. El número de estos últimos fue incrementado más tarde hasta los treinta y ocho. Seis tubos lanzatorpedos de 533 mm, tomados de los cruceros ligeros Nürnberg y Leipzig, le fueron instalados bajo la línea de flotación en 1942.
Al igual que su gemelo, estaba equipado con dos unidades de radar FuMG 38G Seetakt. Uno de ellos estaba montado en la cofa, adosado al director de tiro proel, que estaba ubicado en la parte superior del puente. El segundo conjunto de radar se colocó en el director de la batería principal popel. Los radares operaban a una frecuencia de 368 megaciclos (MHz.), inicialmente a 14 kW. Posteriormente, los equipos fueron modificados para operar a una potencia de 100 kW, en la longitud de onda de 80 cm (375 MHz) con más alcance.

## Historial de servicio

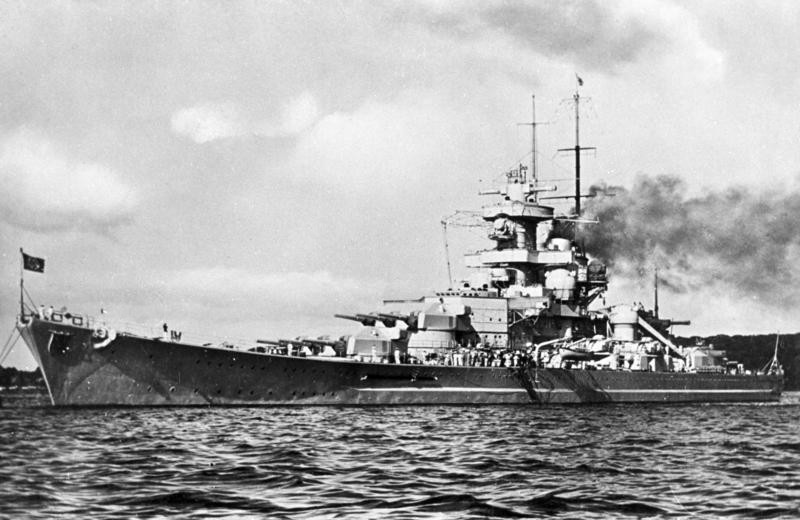
El Gneisenau en puerto.

El Gneisenau partió de Alemania para una serie de pruebas en el Atlántico en junio de 1939. Como estas fueron realizadas en tiempo de paz, el acorazado completó principalmente prácticas de artillería con solo un pequeño número de rondas con fuego real. Estaba de vuelta en Alemania para cuando estalló la guerra en septiembre de 1939. El día 4 de ese mes, al día siguiente de la declaración de guerra del Reino Unido a Alemania, el Gneisenau fue atacado por catorce bombarderos Wellington, aunque no recibió ningún impacto. En noviembre el capitán Förste fue reemplazado por Harald Netzbandt. La primera operación de combate del acorazado, bajo comando del almirante Wilhelm Marschall, comenzó el 21 de noviembre de 1939, cuando en compañía de su buque gemelo Scharnhorst, el crucero ligero Köln y nueve destructores patrulló el área entre Islandia y las Islas Feroe. La intención de esta operación fue atraer unidades británicas para así aliviar la presión sobre el crucero pesado Admiral Graf Spee, que estaba siendo perseguido por el Atlántico Sur.
El día 23 la flotilla alemana interceptó al crucero auxiliar HMS Rawalpindi. El Scharnhorst le disparó primero, seguido por el Gneisenau ocho minutos después. El crucero quedó pronto reducido a escombros y Marschall, a bordo del Gneisenau, ordenó al Scharnhorst rescatar supervivientes. El crucero Newcastle llegó a escena, por lo que Marschall puso fin a las operaciones de rescate y ordenó huida. Cuatro buques capitales Aliados, los británicos Hood, Nelson y Rodney y el francés Dunkerque salieron en su persecución. Los alemanes alcanzaron Wilhelmshaven el 27 de noviembre, aunque en el camino los dos acorazados gemelos sufrieron daños importantes por culpa de la mar gruesa y los vientos. Tras retornar a Kiel, el Gneisenau entró en dique seco para reparar los daños de las tormentas y durante las mismas su proa fue remodelada por segunda vez para dotarla de arrufo adicional en un esfuerzo por mejorar su navegabilidad. El barco se trasladó al Báltico para pruebas el 15 de enero de 1940, y su viaje de regreso al Mar del Norte fue bloqueado hasta el 4 de febrero por el hielo en el Canal de Kiel.

### OperaciónWeserübung
El Gneisenau fue asignado a las fuerzas participantes en la Operación Weserübung, la invasión de Dinamarca y Noruega. Junto con su buque gemelo fue la fuerza de cobertura para los asaltos a Narvik y Trondheim, para lo que partieron de Wilhelmshaven en la mañana del 7 de abril junto al crucero pesado Admiral Hipper y catorce destructores. El crucero y los destructores llevaron a cabo el ataque mientras los dos acorazados les proveían de cobertura. Más tarde ese día, sobre las 14:30, los tres buques cayeron bajo el ataque de una fuerza de bombarderos británicos, aunque estos no consiguieron ningún impacto. En la mañana del 8 de abril el destructor Bernd von Arnim se topó con el destructor británico HMS Glowworm. Antes de ser hundido, el Glowworm embistió al Admiral Hipper, aunque no le causó daños graves. Las tripulaciones de Gneisenau y Scharnhorst se pusieron en sus puestos de combate, aunque no tomaron parte en el breve combate. A las 21:00 ambos acorazados se posicionaron al oeste del Vestfjord para proveer cobertura lejana a los desembarcos en Narvik y Trondheim.

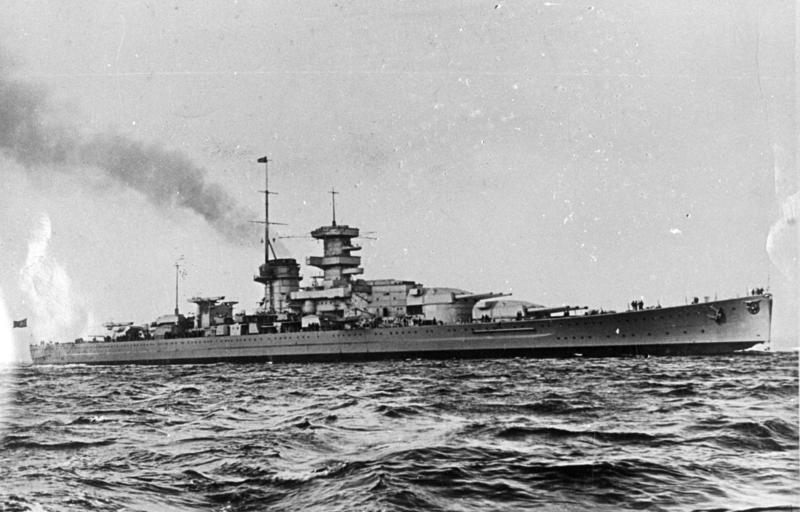
El Gneisenau en 1938.

Sobre las 04:30 del día 9 el Gneisenau localizó con su radar al crucero de batalla británico Renown y se llamó a los puestos de combate en los dos acorazados germanos. El Renown disparó primero en torno a las 05:05, pero el Gneisenau le hizo dos impactos: el primero no explotó, pero el segundo detonó en su cubierta superior y dañó su equipo de radio. Tras esto, Gneisenau y Scharnhorst emprendieron retirada, pero en ese momento dos obuses de 381 mm del Renown alcanzaron al Gneisenau. Uno atravesó la torre del director sin explotar, pero cortando varios cables y matando a un oficial y cinco marineros, el segundo deshabilitó la torreta trasera. Esto obligó al navío alemán a cesar el fuego e incrementar la velocidad para romper contacto con el crucero británico, pues Marschall temía que los destructores que escoltaban al Renown fueran usados para atacar con torpedos. En el transcurso del combate el Gneisenau disparó sesenta salvas de sus baterías principales de 280 mm y ocho de las secundarias de 150 mm. Durante el escape a toda máquina, los dos acorazados alemanes se inundaron en sus proas y el agua les causó problemas en sus dos torretas proeles.
El Admiral Hipper se reunió con los acorazados frente a Trondheim en la mañana del 11 de abril y juntos emprendieron el retorno a Wilhelmshaven, a donde arribaron el día siguiente. Allí se repararon los daños del combate con el Renown, tras lo que el Gneisenau fue metido en el dique seco de Bremerhaven para un mantenimiento periódico entre los días 26 y 29 de abril. Para completar las reparaciones puso rumbo al Báltico, pero en la mañana del 5 de mayo, navegando a 22 nudos frente al estuario del río Elba, el acorazado hizo detonar una mina magnética a 21 m de su popa y 24 m bajo el casco. La explosión dañó severamente el casco e inundó algunos compartimentos que provocaron su escora medio grado a babor. La conmoción de la explosión dañó muchos componentes internos y de la superestructura, incluida la turbina de baja presión de estribor y los telémetros traseros. Las reparaciones hubieron de realizarse en un dique seco flotante en Kiel entre el 6 y el 21 de mayo. A ello siguió un breve crucero por el Báltico, y el 27 el Gneisenau estaba de nuevo en Kiel listo para operaciones de combate.
Gneisenau y Scharnhorst levaron anclas de Wilhelmshaven el 4 de junio con destino a Noruega, para lo que se les unieron el Admiral Hipper y cuatro destructores. El propósito de su salida era interrumpir los suministros a los noruegos y aliviar así la presión sobre las tropas alemanas que combatían en el país nórdico. El 7 de junio el escuadrón se reunió con el petrolero Dithmarschen, del que repostaron el Admiral Hipper y los cuatro destructores. Al día siguiente se toparon con el arrastrero armado Juniper y el petrolero Oil Pioneer, y ambos fueron hundidos. Los alemanes hicieron despegar entonces sus hidroaviones Arado Ar 196 para intentar localizar más barcos aliados. El Admiral Hipper y los destructores fueron enviados a destruir el barco de pasajeros Orama, de 19 500 toneladas, mientras que al Atlantis, un barco hospital, se le permitió continuar. El almirante Marschall destacó al Admiral Hipper y los destructores para que repostaran en Trondheim mientras él se dirigía con los acorazados al área de Harstad.

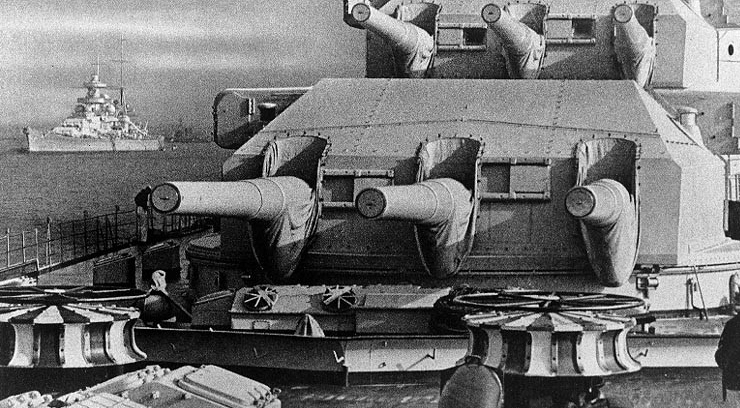
Torreta de cañones de 280 mm del Gneisenau. Al fondo, su buque gemelo Scharnhorst.

A las 17:45 los acorazados alemanes avistaron al portaaviones británico HMS Glorious y dos destructores de escolta, Ardent y Acasta, a una distancia de 50 km. El Scharnhorst acortó distancias y disparó primero, aunque tuvo problemas en sus calderas que redujeron su velocidad a 29 nudos. Ello permitió al Gneisenau dar alcance a su buque gemelo en esta acción. A pesar de que los destructores intentaron ocultar al portaaviones con pantallas de humo, los alemanes usaron sus radares para ayudar a los directores de tiro. En menos de una hora de cañoneo, el Glorious quedó reducido a escombros, tras lo que el Gneisenau pasó a disparar al Acasta mientras el Scharnhorst hacía lo propio con el Ardent. Antes de hundirse, el Acasta disparó una salva de torpedos al Gneisenau que este evadió con éxito. Sin embargo, uno de ellos impactó en el Scharnhorst y lo dañó muy seriamente. Tras hundir los tres buques enemigos, Marschall retiró su fuerza a Trondheim para que el acorazado torpedeado fuera reparado. Mientras tanto, Marschall partió brevemente con el Gneisenau, el Admiral Hipper y los cuatro destructores, pero retornó dos días después tras haber comprobado la fuerte escolta de los convoyes británicos.
El almirante Günther Lütjens reemplazó a Marschall como comandante del escuadrón, quien el 20 de junio partió con el Gneisenau, el Admiral Hipper y los destructores en dirección a Islandia. La finalidad era dar la impresión de estar intentando una incursión en el Atlántico para distraer la atención británica del Scharnhorst, que iba a viajar a Alemania. Sin embargo, a unos 74 km al noroeste de Halten, el submarino Clyde torpedeó al Gneisenau en su proa y le provocó serias averías, pues embarcó una considerable cantidad de agua en sus compartimentos estancos delanteros que lo obligaron a retornar a Trondheim a baja velocidad. En el puerto noruego el barco de reparación Huascaran le hizo arreglos temporales que le permitieron navegar a Kiel entre el 25 y el 27 de mayo escoltado por el Admiral Hipper, el Nürnberg, cuatro destructores y seis torpederos. Una poderosa fuerza de la Home Fleet británica intentó interceptar a la flotilla alemana, pero no la encontró. El Gneisenau entró en el dique seco de los astilleros Howaldtswerke para reparaciones que duraron cinco meses. En agosto el comandante del barco fue sustituido por el capitán de navío Otto Fein, quien sería capitán del acorazado durante la mayor parte de su carrera.

### OperaciónBerlín
El Scharnhorst se unió al Gneisenau en preparación de la Operación Berlín, una incursión en el Atlántico destinada a causar estragos en las rutas de mercantes aliados. Varias tormentas dañaron el Gneisenau, aunque el Scharnhorst salió indemne. Ambos se vieron obligados a permanecer en puerto hasta que amainara el temporal, y así el Gneisenau recaló en Kiel para reparaciones y el Scharnhorst hizo lo mismo en Gotenhafen. Los arreglos se completaron rápidamente y el 22 de enero de 1941 ambos acorazados, bajo mando del almirante Lütjens, partieron en dirección al Atlántico. Fueron avistados en el estrecho Skagerrak y las unidades pesadas de la Home Fleet fueron desplegadas para cubrir el paso entre Islandia y las islas Feroe. Los radares alemanes los detectaron a mucha distancia y Lütjens evadió las patrullas enemigas con ayuda de una tormenta. Para el 3 de febrero los dos navíos germanos habían burlado la última patrulla inglesa y habían irrumpido en el Atlántico.

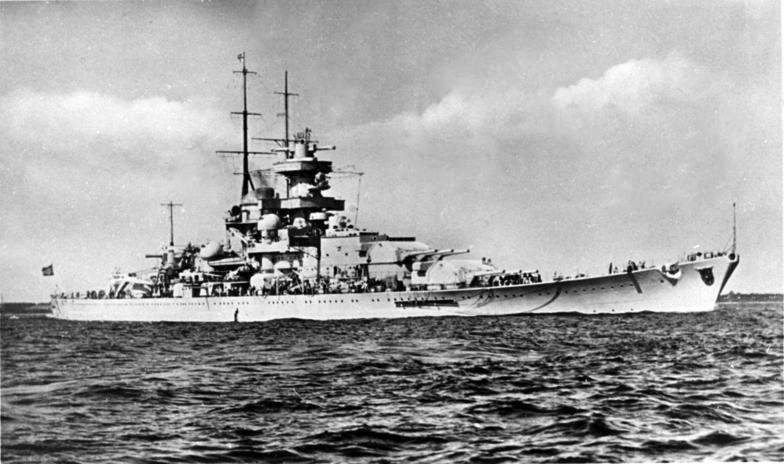
El Gneisenau tras la segunda reconstrucción de su proa.

El 6 de febrero repostaron del petrolero Schlettstadt al sur del cabo Farewell. Poco antes de las 08:30 del 8 de febrero, los ojeadores avistaron el convoy HX-106, aunque iba escoltado por el acorazado Ramillies. Las órdenes de Lütjens le prohibían atacar buques capitales aliados, y la acción fue cancelada. Sin embargo, el comandante del Scharnhorst, capitán de navío Hoffmann, se acercó hasta los 23 km en un intento de atraer al Ramillies para que el Gneisenau pudiera atacar el convoy. Lütjens le ordenó regresar junto al buque insignia inmediatamente. Los dos acorazados navegaron hacia el noroeste para localizar más buques mercantes, y el 22 de febrero avistaron un convoy sin escolta que navegaba hacia el oeste, pero que se dispersó ante la presencia de las naves alemanas. El Gneisenau hundió tres buques, y junto al otro destruido por su buque gemelo, ambos hundieron 25 784 t de arqueo de barcos mercantes aliados.
Lütjens decidió entonces moverse a otra área, pues los barcos supervivientes habían radiado su localización. Eligió la ruta Ciudad del Cabo-Gibraltar y se posicionó al noroeste de Cabo Verde. Los barcos alemanes se toparon con otro convoy, escoltado por el acorazado Malaya, el 8 de marzo. Lütjens prohibió de nuevo el ataque, pero siguió al convoy y dirigió a los U-boot para atacarlo, un par de los cuales echaron a pique un total de 28 488 t de arqueo en la noche del 8 al 9 de marzo. El Malaya giró para encarar a los acorazados germanos y se aproximó a 24 km, dentro del rango de los cañones de los buques gemelos, pero Lütjens se negó a involucrarse en un combate. En su lugar puso rumbo hacia el centro del Atlántico, donde Scharnhorst y Gneisenau repostaron de los petroleros Uckermark y Ermland el día 12.
El 15 de marzo los dos acorazados, acompañados de los dos petroleros, encontraron y dispersaron un convoy en medio del Atlántico. El Gneisenau capturó tres petroleros y hundió un cuarto por un total de 20 139 t. Al día siguiente avistaron a los rezagados de otro convoy y el Gneisenau hundió siete barcos que sumaban un total de 26 693 t, mientras que el Scharnhorst se anotó seis buques con 35 088 t de arqueo. Uno de los barcos supervivientes informó de la posición de los acorazados alemanes, lo que convocó a los poderosos acorazados británicos Rodney y King George V. Scharnhorst y Gneisenau emplearon su superior velocidad para escapar con la ayuda de una tormenta, aunque la intervención de los navíos de la Marina Real Británica convenció a Lütjens que las posibilidades de éxito ya eran pequeñas. Por ello decidió poner proa a Brest, en la Francia ocupada, adonde sus acorazados arribaron el 22 de marzo. Allí el Gneisenau entró en dique seco.

### Ataques aéreos en Brest

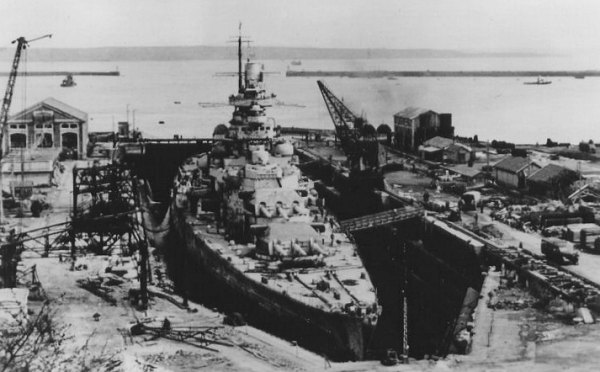
El Gneisenau en el dique seco de Brest en 1941.

Tras arribar a Brest, el Gneisenau fue objeto de repetidos ataques aéreos británicos. El primero tuvo lugar en la noche del 31 de marzo, y un segundo ocurrió del 4 al 5 de abril. Durante el segundo intento estuvo a punto de recibir el impacto de una bomba perforante de 227 kg de peso. Para alejarlo de los ataques, el acorazado fue trasladado desde el dique seco al puerto. El 6 de abril fue atacado de nuevo por torpederos británicos que consiguieron hacerle un impacto. El torpedo hizo blanco cerca de la torreta trasera de 280 mm, provocando el embarque de más de 3000 t de agua y una escora de dos grados a estribor. La inundación también averió diversos componentes del sistema de propulsión y la explosión destruyó varias planchas del costado, así como también los ejes centrales y de estribor. La conmoción dañó de gravedad los componentes electrónicos del barco. Un remolcador de salvamento se puso a su costado para ayudar en los esfuerzos de bombeo. Tras este ataque, el Gneisenau hubo de regresar al dique seco para ser reparado.
Tres días después, en la noche del 9 al 10 de abril, varios bombarderos británicos arrojaron unas 25 t de bombas perforantes de 227 kg sobre el acorazado, cuatro de las cuales alcanzaron su objetivo. Dos explotaron en la cubierta acorazada principal, las otras dos no detonaron. El ataque mató a 72 hombres e hirió a 90, 16 de los cuales también murieron después. Las bombas dañaron ligeramente la cubierta acorazada principal y provocaron desperfectos estructurales a estribor. Se decidió hacer alteraciones en el barco mientras permanecía en el dique seco: se le instalaron catorce cañones antiaéreos de 20 mm adicionales y seis tubos lanzatorpedos de 533 mm hacia el centro del casco. El hangar de las aeronaves fue reorganizado y la catapulta que se había dispuesto sobre él fue retirada. La duración de estas reparaciones y modificaciones le impidió participar en la Operación Rheinübung, la salida junto al nuevo acorazado Bismarck en mayo de 1941. Estando en dique seco, los británicos continuaron atacándolo, pero no consiguieron dañarlo. El 6 de febrero de 1942 una bomba impactó cerca del Gneisenau sin causar daños.

### OperaciónCerberus
El 12 de enero de 1942 el Comando Naval Alemán, en una conferencia con Hitler, tomó la decisión de trasladar el Gneisenau, el Scharnhorst y el crucero pesado Prinz Eugen a Alemania. La intención era desplegar los barcos en Noruega para interceptar los convoyes aliados a la Unión Soviética. El llamado «Cruce del Canal», nombre en código Operación Cerberus, debía evitar el cada vez más efectivo radar aliado y las patrullas aéreas en el Atlántico. El vicealmirante Otto Ciliax recibió el mando de la operación. A comienzos de febrero dragaminas alemanes barrieron la ruta a seguir a través del Canal de la Mancha, y los británicos no detectaron su actividad.

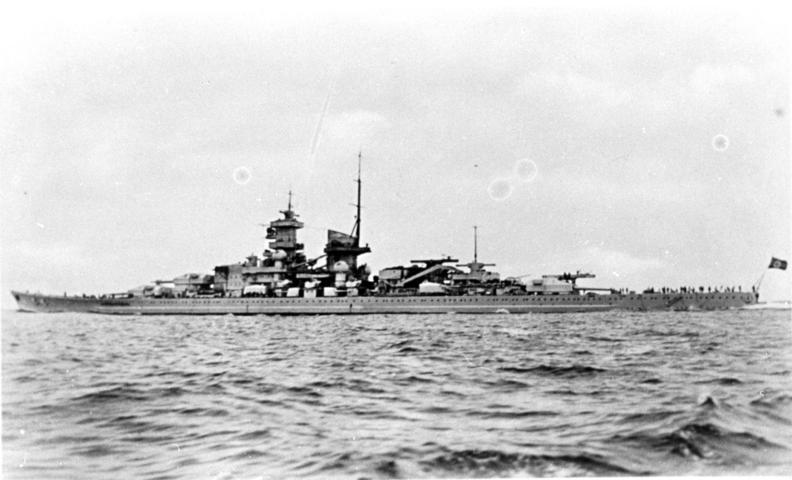
El Gneisenau en el mar.

A las 23:00 del 11 de febrero, Scharnhorst, Gneisenau y Prinz Eugen dejaron Brest y entraron en el canal una hora después, navegando a 27 nudos y sin perder de vista la costa francesa. Como el submarino que estaba encargado de vigilar el puerto francés se había retirado para recargar sus baterías, los británicos no se percataron de su salida. A las 06:30 pasaron Cherburgo, donde se les unió una flotilla de torpederos comandada por el capitán Erich Bey desde el destructor Z29. El General de la Fuerza de Cazas Adolf Galland dirigió los cazas y bombarderos de la Luftwaffe durante la Cerberus, en lo que ellos llamaron Operación Donnerkeil. Los cazas volaron en su techo para evitar ser detectados por la red de radares ingleses. Los oficiales de enlace estuvieron a bordo de los tres grandes navíos. Aviones alemanes llegaron más tarde para interferir y burlar los radares enemigos. Hacia las 13:00 los barcos habían despejado el Paso de Calais, pero media hora después una formación de seis torpederos Fairey Swordfish con una escolta de cazas Supermarine Spitfire atacó a los alemanes. Los británicos no pudieron con el escudo de cazas germanos y todos los Swordfish fueron derribados. Se lanzaron más ataques en las siguientes dos horas, pero la cobertura de la Luftwaffe los rechazó todos.
Cinco destructores británicos montaron un ataque contra el escuadrón alemán a las 16:17. Los barcos intentaron aproximarse hasta el rango de los torpedos, pero el fuerte oleaje y la niebla obstaculizaron su ataque. El Gneisenau y el Prinz Eugen infligieron serios daños al Worcester, pero a las 19:55 el Gneisenau detonó una mina magnética frente a la isla Terschelling. Esta explotó justo delante de la torreta trasera, pero no causó daños graves. Unas pequeñas inundaciones fueron rápidamente detenidas, aunque la conmoción deshabilitó la turbina central. El acorazado se detuvo al menos media hora, pero para las 03:50 el Gneisenau y dos destructores alcanzaron la isla Helgoland. Tras reunirse aquí con el Prinz Eugen todos partieron hacia Kiel, aunque la acumulación de hielos en el canal los forzó a detenerse en Brunsbüttel. Maniobrando en este puerto, el Gneisenau chocó con un pecio sumergido y la colisión le abrió un agujero en el casco. Al día siguiente pudo llegar a Kiel, donde fue internado en el dique seco flotante de los astilleros Deutsche Werke.

## Destino
Los trabajos de reparación en el Gneisenau se completaron el 26 de febrero de 1942, y se programó su despliegue en Noruega para el 6 de marzo. Sus depósitos de munición habían sido reabastecidos y estaba preparado para unas breves pruebas antes de su partida. Sin embargo, en la noche del 26 al 27 de febrero los británicos lanzaron un gran ataque aéreo sobre el acorazado, en el transcurso de la cual recibió un único impacto en su castillo de proa que penetró la cubierta acorazada y explotó. Los fragmentos al rojo vivo de la bomba prendieron las cargas de la torreta trasera y causaron una tremenda explosión. La torreta fue arrancada de su montaje y toda la proa ardió, aunque la tripulación consiguió inundar el pañol de municiones para prevenir una explosión catastrófica. Ciento doce hombres murieron y otros veintiuno resultaron heridos.

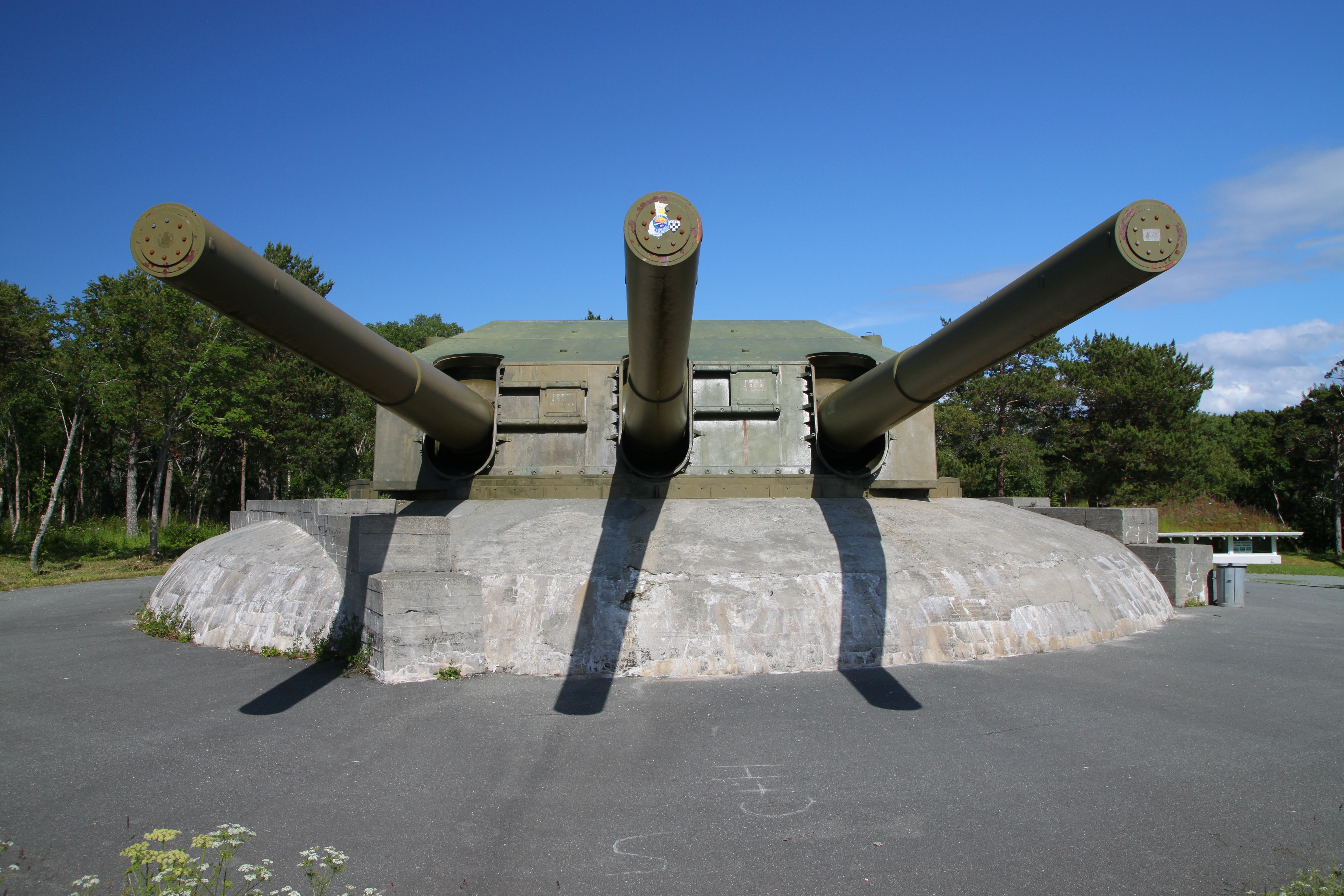
Torreta César de 280 mm del Gneisenau en el fuerte Austrått de Noruega, donde en la actualidad está expuesta como museo.

Los enormes daños convencieron al Estado Mayor Naval para reconstruir al Gneisenau y montarle los seis cañones de 380 mm originalmente planeados, en lugar de repararlo. La destrozada sección de proa fue retirada con el fin de añadirle una proa más larga que corregiría el descenso en el francobordo que iba a causar el peso de los cañones de 380 mm. El 4 de abril el barco llegó a Gotenhafen escoltado por el buque de entrenamiento Schlesien y el rompehielos Castor. Fue formalmente puesto fuera de comisión en la flota el 1 de julio. Para inicios de 1943 el acorazado había sido lo suficientemente reparado como para iniciar el proceso de conversión, pero Hitler, furioso por el fracaso de las unidades de superficie en la Batalla del Mar de Barents en diciembre de 1942, ordenó el cese de todos los trabajos. El Gneisenau fue desarmado y sus torretas de 280 y 150 mm fueron colocadas como baterías de costa. Su torreta César fue instalada en una fortaleza en la costa de Trondheim como batería costera y bautizada Orlandet.
El Gneisenau permaneció abandonado en Gotenhafen hasta el fin de la guerra. Ante el avance del Ejército Rojo sobre la ciudad, la tripulación restante llevó el barco hasta la entrada del puerto y lo hundió como bloqueo el 27 de marzo de 1945. En 1947 el gobierno polaco ordenó la retirada del barco y comenzaron las operaciones de salvamento. El acorazado fue sellado y reflotado el 12 de septiembre de 1951 para ser desguazado, convirtiéndose en el mayor barco reflotado hasta entonces. Noruega ofreció devolver la torreta de Trondheim en 1979, pero el ofrecimiento fue rechazado y esta se conserva en la actualidad como museo en el país nórdico.